# Calle Chacabuco (Tucumán)
La Calle Batalla de Chacabuco es una calle de San Miguel de Tucumán, Tucumán, Argentina. Se extiende desde la avenida 24 de septiembre y Maipú hasta la calle Antonio Ramón Benejam. Se denomina así en honor a la Batalla de Chacabuco, disputada en 1817 por el Ejército de los Andes y el Ejército Realista, resultando con una decisiva victoria patriota.

## Historia
La calle fue creada con el trazado original de la ciudad en 1685, siendo extendida hacia el sur tras el ensanche de 18,30 metros de ancho de las calles de la ciudad en la intendencia de José Padilla en 1887. Durante fines del siglo XIX y transcurrido todo el siglo XX, se construyeron diversos edificios históricos sobre la calle, como la Asistencia Pública, el Hospital de Niños, la Iglesia Sagrado Corazón de Jesús o la estación de ferrocarril El Provincial (actual Parque homónimo).
Sobre el sitio de la actual calle se desarrolló la Batalla de Tucumán en el Campo de las Carreras, ganada por el Ejército del Norte de Manuel Belgrano. En 1988, junto a otras arterias del centro de Tucumán, la calle cambió de sentido vehicular aduciendo razones de mayor fluidez vehicular. Con este cambio, la calle Chacabuco pasó a tener sentido norte-sur.

## Sitios de Interés
A lo largo de esta calle se desarrollan varios lugares de interés y emblemáticos:
- Asistencia Pública municipal
- Colegio Salesiano Gral. Belgrano
- Instituto de Biología "Dr. Francisco D. Barbieri"
- Iglesia Sagrado Corazón de Jesús
- Plaza San Martín
- Facultad de Artes UNT
- Plaza Los Decididos de Tucumán
- Hospital del Niño Jesús
- Parque El Provincial
- Escuela Especial de Sordos Próspero García
- Plaza Güemes
- Plaza Barrio CGT